# Правекс-Банк
ПРАВЕКС БАНК - український комерційний банк, частина італійської групи Інтеза Санпаоло (Intesa Sanpaolo). Також банк є учасником Глобального договору ООН (з 2023 року), членом MasterCard International (з 1997), VISA International (з 2001). У 2018 році було змінено організаційно-правову форму банку з Публічного акціонерного товариства на Акціонерне товариство.
АТ «ПРАВЕКС БАНК» було зареєстровано Національним Банком України 29.12.1992 році в Державному реєстрі банків. ІЗ 1993 року банк починає відкривати свої перші офіси у ключових обласних центрах та містах України. До лютого 2007 року мережа була розширена до 520 відділень у всіх 24 областях країни, враховуючи Автономну Республіку Крим. Клієнтська база ПРАВЕКС БАНК складала - 40 000 суб’єктів господарювання та понад 2 мільйона роздрібних клієнтів. 
У 2008 році ПРАВЕКС БАНК став  частиною групи  Інтеза Санпаоло (Intesa Sanpaolo), провідної банківської групи в Єврозоні, яка є лідером в Італії в усіх сферах бізнесу (роздрібний, корпоративний та управління активами) та присутня у всьому світі. У 2017 році 30 листопада було представлено новий логотип та корпоративний стиль банку, а в 2018 році змінили організаційно-правову форму банку з Публічного акціонерного товариства на Акціонерне товариство.

## Власники
Група Інтеза Санпаоло є провідним банком в Італії та одним з найнадійніших та найприбутковіших банків в Європі. Він пропонує послуги комерційного, корпоративного та інвестиційного банкінгу, послуги щодо управління активами та страхові послуги. У 2022 році її оборот склав 21,47 мільярда.
Як активний покровитель італійської культури, Intesa Sanpaolo створила власну мережу музеїв, Gallerie d`Italia, в яких розміщено художню спадщину Банку та які є місцем проведення престижних культурних проєктів. Інтеза Санпаоло має високий рівень залученості до культурних ініціатив, організованих Банківською Групою або які реалізуються у співпраці з іншими компаніями в Італії та в інших регіонах. Це включає постійні та тимчасові виставки, на яких демонструється вражаюче мистецьке багатство Банку в Галереї Італії, музеях Групи, що знаходяться в Мілані, Неаполі, Віченці та один з яких скоро відкриється в Турині.

## Діяльність
Головним стратегічним напрямком розвитку ПРАВЕКС БАНК є забезпечення його діяльності як багатофункціонального фінансового інституту, що надає повний комплекс банківських послуг роздрібному і корпоративному клієнтові.
Глобальний договір ООН
Приєднавшись до Глобального договору ООН, банк зобов’язався дотримуватися тринадцяти цілей Глобального договору ООН за чотирма напрямами: захист прав людини, трудові відносини, охорона довкілля та боротьба з корупцією. Реалізуючи власну стратегію розвитку, Банк впроваджує ініціативи, які сприяють досягненню Цілей сталого розвитку ООН і відповідають принципам ESG.
Корпоративне волонтерство
ПРАВЕКС БАНК постійно створює проєкти, які покликані підвищити соціальну свідомість та відповідальність. Одним із таких проєктів є «День донора» - працівники ПРАВЕКС БАНК здають кров для Київського міського центру крові. Також проводяться й інші заходи за участі співробітників банку, такі як:
·      День вишиванки;
·      Спортивні заходи;
·      Толока по-Хмельницьки;
·      Команда амбасадорів фінансової грамотності НБУ.
Із 1998 року банк першим в Україні почав здійснювати операції із банківськими металами. Відтак починаючи із 2007 року ПРАВЕКС БАНК продає дорогоцінні монети, яких було завезено близько 4000. В асортименті монет представлено 200 видів із різних монетних дворів світу. Тривалий час банк займав лідируючі позиції на ринку банківських металів.

## Продукти
ПРАВЕКС БАНК працює на території всієї країни та надає ввесь спектр банківських послуг роздрібним, корпоративним та інституційним клієнтам.
Використовуючи найкращі практики та міжнародну присутність Групи Intesa Sanpaolo, ПРАВЕКС БАНК пропонує інноваційні рішення для корпоративних клієнтів щодо робочого капіталу та інвестиційного фінансування, депозитів, міжнародних платежів та грошових переказів, а також спеціальних умов торгового фінансування. Серед основних продуктів для роздрібних клієнтів ПРАВЕКС БАНК - іпотечне кредитування, «Європейський персональний кредит» та пакет послуг «Famiglia». у 2022 році банк розпочав оновлення мережі банкоматів та доповнення їх новим функціоналом: технологією безконтактної передачі даних  Near Field Communication (NFC).

## Рейтинги
На сьогодні ПРАВЕКС БАНК присвоєний рейтинг Українським провідним рейтинговим агентством «Стандарт-Рейтинг»: довгостроковий кредитний рейтинг на рівні uaAAA. Банк з рейтингом uaAAA характеризується найвищою кредитоспроможністю порівняно з іншими українськими позичальниками або борговими інструментами.
Друге місце в категорії «Корпоративні проєкти» на конкурсі «Найкраще корпоративне медіа України»
Відзнака Visa в номінації «Хранитель традицій: Стабільне зростання та сімейний банкінг».
Відзнака за соціальний проєкт «День корпоративного донора» конкурсі «Партнерство заради сталого розвитку – 2023» від Глобального договору ООН в Україні.